# Cunina polygonia
Cunina polygonia är en nässeldjursart som först beskrevs av Ernst Haeckel 1879.  Cunina polygonia ingår i släktet Cunina och familjen Cuninidae. Inga underarter finns listade i Catalogue of Life.